# رابروواتس
رابروواتس (به صربی: Rabrovac) یک منطقهٔ مسکونی در صربستان است که در ملادنوواتس واقع شده‌است.